# Neoseiulus engaddensis
Neoseiulus engaddensis är en spindeldjursart som först beskrevs av Amitai och Swirski 1970.  Neoseiulus engaddensis ingår i släktet Neoseiulus och familjen Phytoseiidae. Inga underarter finns listade i Catalogue of Life.